# Лешниково
Лешниково е село в Южна България. То се намира в община Харманли, област Хасково.

## География
Село Лешниково се намира на 16 км южно от гр. Харманли, в крайните поли на Източните Родопи. Селото е в България от 1885 г. със старо име Пандъкли/Фандъкли, но през 1906 г. с указ 462 от 21 декември е преименувано на Лешниково.
През землището минава река Бисерска, която над селото се дели на Голямата река, идваща от Славяново и друга, която идва от с. Орешец. По единия бряг има дъбови гори, които създават един добър климат.

## История
Според преданията старото селище е било срещу сегашното или югоизточно от него, в м. Юртлука край реката, за което хората съдят по стари български и турски гробища; турските къщи били отделно от българските в м. Чукура, където могат да се видят останки от джамия. По-късно, около 1800 г. се преместили и заселили в м. Сарп дере заради болест („чумата“), която моряла хората. Тогава намерили две деца близнаци, два вола близнаци, взели рала от близнак дърво и „заорали“ селото. После закопали децата, воловете и ралата северно от селото, в полите на връх Кукова страна, където до неотдавна правели Блага църквичка и раздавали за душите на умрелите деца. Това не помогнало, селото се раделили на 4 рода и заселили от другата страна на реката, като пренесли къщите си от плет, и преименували селото. Старото село било оставено да запустее и така се спасили. През 1880 г. със собствени средства и дарения успели да си построят и църква, а камбаната закупили по-късно.
Населението се занимавало със земеделие и скотовъдство, правели и дървени въглища, които се търсели по това време. Земята била слабоплодородна – ниви имало в местностите Шабаница, Друма, Кая боаз, Юртлука, Дюз меше, Палакмадере, Старите лозя и др. Имало много кладенци – Сивото геранче, Сух бунар, сладка била водата в Ташпрак чешма и Азмак баир, както и много мелници – на Коста Манолов, Михаил Желязков, дядо Паун.
Селото, наброяващо около 200 български къщи и още толкова турски, живеело по традиционния календар, спазвали се обичаи и празници, предавани от векове – и 40-дневния коледен пост, коледуването на децата срещу 6 януари, на Бъдни вечер с войвода и събирането на подаръци срещу благопожелания, с къпане на снахите на Йордановден и вадене на кръста, с Трифоновден на 14 февруари, празнуван само от мъжете и празника на овчарите, 6 май, с пищния Великден, традиционния Лешниковски панаир на Кръстовден, 27 септември и курбани хоро на пясъка на Димитровден.
Първото училище се помещавало в сградата на църквата, макар и да не била подходяща за тази цел, с първи учител Лозю Василев. Затова през 1928 г. е построено ново училище, което развива както просветна, така и разнообразна обществена и културна дейност. Това продължило до построяването на читалище „Слънце“, по-късно „Й. Вапцаров“, където се раздавали книги, организирали се вечеринки, колективно четене и др.
Селото има асфалтирани улици и добра връзка с Харманли, и позволява развиването на селски туризъм.